# NGC 4256
NGC 4256 is een spiraalvormig sterrenstelsel in het sterrenbeeld Draak. Het hemelobject werd op 20 maart 1790 ontdekt door de Duits-Britse astronoom William Herschel.

## Synoniemen
- UGC 7351
- MCG 11-15-45
- ZWG 315.32
- IRAS 12163+6610
- PGC 39568